# Passage Desgrais
Le passage Desgrais est une voie du 19e arrondissement de Paris, en France.

## Situation et accès
Le passage Desgrais est situé dans le 19e arrondissement de Paris. Il débute au 34, rue Curial et se termine au 34, rue Mathis.

## Origine du nom

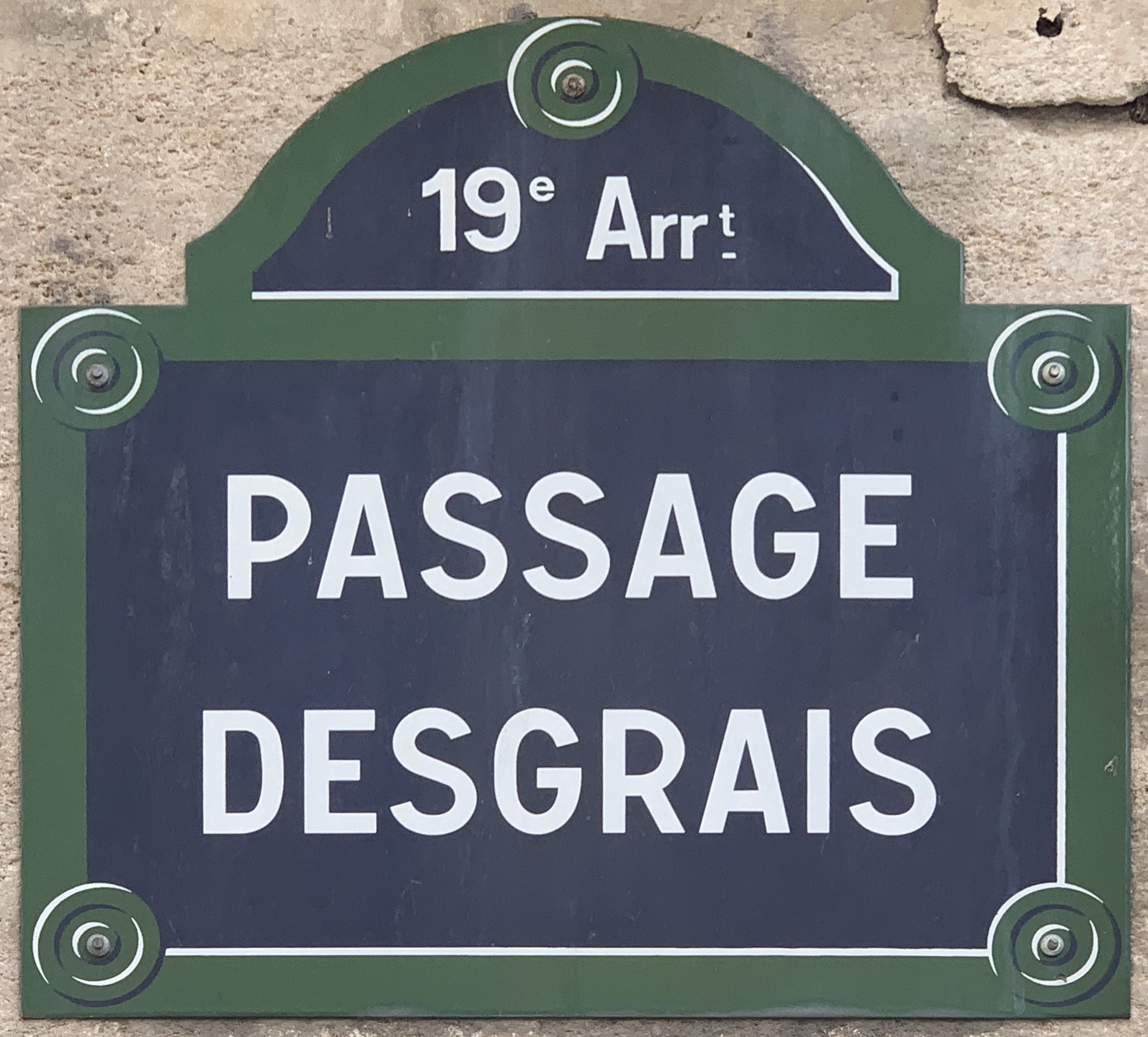
Plaque du passage.

La rue tire son nom de celui d'un ancien  propriétaire local.

## Historique
La voie est ouverte en 1860 sous le nom de « cité Desgrais ».